# Actenoides lindsayi
El alción moteado (Actenoides lindsayi) es una especie de ave coraciforme de la familia Halcyonidae endémica de las Filipinas.

## Distribución
Se encuentra en las islas del norte del archipiélago filipino: Luzón, Panay, Negros, Catanduanes, Marinduque, Polillo y Alabat.